# 赤鉄石英片岩
赤鉄石英片岩（せきてつせきえいへんがん、英：hematite-quartz-schist）は、変成岩の一種で主に、石英や雲母からなる。主に、埼玉県寄居町から、長瀞町にかけて広がる荒川で採集することができる。石英に付着しているものもあり、蛇紋岩などのほかの岩石よりはるかに柔らかく層状になっている。岩石の側面からは層を見ることもできる。埼玉県児玉郡神川町御嶽山にある国の特別天然記念物に指定されている鏡石は、この赤鉄石英片岩で構成されており、ガラス光沢になっている。

## 概要
赤鉄石英片岩は結晶片岩に分類される変成岩の岩石で、雲母石英片岩と似ている。赤鉄石英片岩の「赤鉄」というのは赤鉄鉱の略。名前の通り赤鉄鉱と石英が多く含まれている変成岩で、赤鉄鉱の影響があり条痕は赤い。赤鉄鉱の酸化していなく、結晶の形になっているものは黒くガラス質の光沢があるが、ベンガラと呼ばれる赤い塗料にする段階で赤くなる。そのような赤鉄鉱の俤は多くみられるが石英の影響はそこまででもなく、ただ多く含まれているだけという印象もある。

## 利用
赤鉄石英片岩はあまり、工業には使用されていない岩石で、もろくないものは、石積みや石垣など岩石の種類を問わないものなどには使用することができる。埼玉県神川市の鏡岩を構成している赤鉄石英片岩は硬く、二つの断層がずれた際には多くの擦り傷を残しながらもその巨大なエネルギーの負担に耐えた。そのようなこともあり自然には大きく貢献しているものの、産業にはあまり利用されていない。

## 特性
赤鉄石英片岩は強い雲母光沢と、深い銀色が特徴である。また成分は石英・鉄分などからできているため熱しても燃えず、沸点は高い。肉眼で見ることのできる層も特徴的だが、頁岩など多くの岩石が同じような層状を有しているため特徴とは言えない。